# 西格弗里德·布里茨克
西格弗里德·布里茨克（德語：Siegfried Brietzke，1952年6月12日—），德国男子赛艇运动员。他曾代表东德参加1972年、1976年和1980年夏季奥林匹克运动会赛艇比赛，获得三枚金牌。